# Kateřina Pivoňková
Kateřina Pivoňková (Vlašim, República Checa, 6 de mayo de 1979) es una nadadora, retirada, especializada en pruebas de estilo espalda. Fue campeona de Europa en 200 metros espalda y subcampeona en 100 metros espalda durante el Campeonato Europeo de Natación en Piscina Corta de 1996.

## Palmarés internacional
| Campeonato Mundial de Natación en Piscina Corta | Campeonato Mundial de Natación en Piscina Corta | Campeonato Mundial de Natación en Piscina Corta | Campeonato Mundial de Natación en Piscina Corta |
| Año                                             | Lugar                                           | Medalla                                         | Prueba                                          |
| ----------------------------------------------- | ----------------------------------------------- | ----------------------------------------------- | ----------------------------------------------- |
| 1995                                            | Río de Janeiro (Brasil)                         | Medalla de plata                                | 200 m espalda                                   |
| Campeonato Europeo de Natación en Piscina Corta |                                                 |                                                 |                                                 |
| Año                                             | Lugar                                           | Medalla                                         | Prueba                                          |
| 1996                                            | Rostock (Alemania)                              | Medalla de oro                                  | 200 m espalda                                   |
| 1996                                            | Rostock (Alemania)                              | Medalla de plata                                | 100 m espalda                                   |